# اکبر نحوی
اکبر نحوی (۵ آبان ۱۳۳۴ در قم – ۱۸ آذر ۱۴۰۰ در شیراز) ادیب، مصحّحِ متون، شاهنامه‌پژوه و استاد دانشگاه ایرانی بود. او به تدریس زبان و ادبیات فارسی در دانشگاه شیراز و عضویت در فرهنگستان زبان و ادب فارسی اشتغال داشت و بیشتر برای پژوهش‌هایش در زمینه‌های متون حماسی به ویژه شاهنامه و تاریخِ ادبیاتِ شیراز، شناخته می‌شود. تصحیحِ  مجمل التواریخ و القصص، بخش کهنِ برزونامه و شیرازنامه از جمله آثار او است.

## تحصیلات
نحوی همهٔ دوره‌های تحصیلات دانشگاهی را تا مقطع دکتری زبان و ادبیات فارسی در سال‌های ۱۳۶۵ و ۱۳۶۹ و ۱۳۷۹ در دانشگاه شیراز گذرانده بود.

## شغل
- عضو هیئت علمی دانشگاه شیراز
- عضو وابسته فرهنگستان زبان و ادب فارسی از ۱۳۹۵/۱۱/۲[۱]

## جایگاه
نینکام حسینی‌پور (مدیرعامل وقت خانهٔ کتاب) در مراسم تجلیل از نحوی در بهمن ۱۳۹۸، او را استادی با اخلاق، فروتن و دوست‌داشتنی دانست که در همه سال‌های خدمت و تدریس خود همواره مسئولیت‌پذیر، دقیق و وقت‌شناس بوده‌است، و گفت:
ایشان همیشه جزو نخستین اساتیدی بوده‌است که در گروه ادبیات فارسی حاضر می‌شوند و در تدریس به هیچ‌وجه کم‌گویی ندارند و زکات علم را به‌خوبی ادا می‌کنند و برای دانشجویان بیش از جان مایه می‌گذارند. دکتر نحوی را خواص خوب می‌شناسند؛ استادی دقیق و عمیق که تدریس و راهنمایی او برای دانشجویان بسیار مغتنم است. پژوهش‌های او در حوزه شاهنامه‌پژوهی و فردوسی‌شناسی دارای نکته‌بینی‌های خاص است. ایشان عضو فرهنگستان زبان و ادب فارسی نیز هستند اما هیچ‌وقت به‌دنبال حاشیه و مطرح‌کردن خویش نبوده‌است؛ به‌گونه‌ای که اگر در اینترنت دربارهٔ ایشان بخواهیم جست‌وجو کنیم، جز کتاب‌ها و مقالات ایشان سخنی از ایشان نیست. دکتر نحوی دارای جامعیت علمی در حیطه‌های ادبیات سده‌های ابتدایی تا هشتم هجری قمری است و از نسل اساتیدی هستند که دقت‌نظر بالایی در پژوهش دارند. او در حیطه فرهنگ ایرانی و مشخص‌تر در فرهنگ فارس، رجال‌شناس فرهنگی خیلی خوب و با اطلاع هستند. از جمله تصحیح‌های مهمی که ایشان دارند، تصحیح شیرازنامه زرکوب و برزونامه است که در حوزه تاریخ‌نگاری محلی اثری کم‌نظیر است.

### تصحیحِ متن
1. برزونامه (بخش کهن)، سرودۀ شمس‌الدین محمد کوسج، مقدمه، تحقیق و تصحیح: اکبر نحوی، تهران، انتشارات میراث مکتوب، ۱۳۸۷.
2. شیرازنامه، احمد بن ابی‌الخیر زرکوب شیرازی، تصحیح و توضیح: اکبر نحوی، شیراز، انتشارات دانشنامۀ فارس، ۱۳۹۰.
3. آیین دبیری، محمدبن عبدالخالق میهنی، به کوشش اکبر نحوی، تهران، مرکز نشر دانشگاهی، ۱۳۹۱.
4. همایون‌نامه (تاریخ منظوم): مجلد یکم و دوم (جلد ۱)، سرودۀ حکیم زَجّاجی (سدۀ هفتم هجری)، تصحیحِ علی پیرنیا، ناظر علمی و ویراستار: اکبر نحوی، انتشارات میراث ‌مکتوب، ۱۳۹۱.
5. مجمل‌التواریخ والقصص، تصحیح و تحقیق: اکبر نحوی، تهران، انتشارات دکتر محمود افشار با همکاری انتشارات سخن، ۱۳۹۹.

### تألیف
1. پهلوان شَنگانی: تلخیص و بازنویسی برزونامه اثر نویسنده‌ای ناشناخته، به اهتمام اکبر نحوی، زیرِ نظرِ اکبر ایرانی و علیرضا مختارپور، تهران، انتشارات اهل قلم، ۱۳۸۴.
2. رودکی، اکبر نحوی، تهران: دفتر پژوهش‌های فرهنگی، از مجموعۀ «از ایران چه می‌دانیم؟» (شمارۀ ۱۴۴)، ۱۳۹۸.
3. نقش خیال: بیست مقالۀ تاریخی و ادبی، اکبر نحوی، تهران، انتشارات موقوفات دکتر محمود افشار با همکاری انتشارات سخن، ۱۴۰۱.[۳]

1. ↑  https://apll.ir/%D8%A7%D8%B9%D8%B6%D8%A7%DB%8C-%D9%88%D8%A7%D8%A8%D8%B3%D8%AA%D9%87/
2. ↑  «شیرازی‌ها از پیشگامان چاپ و نشر هستند/۶۰ سال دین‌پژوهی جعفری».
3. ↑  خطیبی، ابوالفضل (۱۴۰۱). «نگاهی به زندگی و آثار زنده یاد دکتر اکبر نحوی». نامۀ فرهنگستان. سال بیست و یکم (۲): ۲-۱۰.